# Harpetida
Harpetida é uma ordem de artrópodes pertencente à classe Trilobita. O grupo surgiu no Cambriano e extinguiu-se no Devoniano.

## Famílias
- Entomaspididae
- Harpetidae
- Harpididae